# Lycée Bernard-Palissy (Boissy-Saint-Léger)
Le collège- Bernard-Palissy se situe à proximité du centre-ville de Boissy-Saint-Léger, dans le département du Val-de-Marne. Il est le seul établissement protestant d'Île-de-France.

## Histoire
Le collège-lycée Bernard-Palissy était autrefois une école normale protestante pour jeunes filles destinée à la formation de futures institutrices. Il fut fondé en 1942 par la fédération protestante La Cause avant d'être installé en 1951 sur les hauteurs de Boissy-Saint-Léger. Depuis, l'établissement continue d'enseigner dans ces bâtiments hérités du XIXe siècle, et ce à proximité d'un parc qui sert de récréation et de communication avec le temple. Récemment, les travaux de déviation de la N19 ont entraîné le déboisement du parc afin de permettre la construction du tunnel qui reliera le parc de Grosbois à la RN 406.

## Enseignement
L'établissement assure à partir de la seconde la tenue de devoirs sur table semestriels pour préparer les élèves au bac. À cela s'ajoutent les voyages pédagogiques en Europe, accessibles dès la classe de seconde, et différents voyages pédagogiques en France pour les élèves de collège. Une section arts-plastiques propose, elle aussi, des séjours d'études dans des villes d'art européennes. L'établissement accueille également les épreuves écrites du baccalauréat depuis le 17 juin 2015.

## Transports
L'établissement est accessible par le RER A, station Boissy-Saint-Léger. 

## Galerie d'images

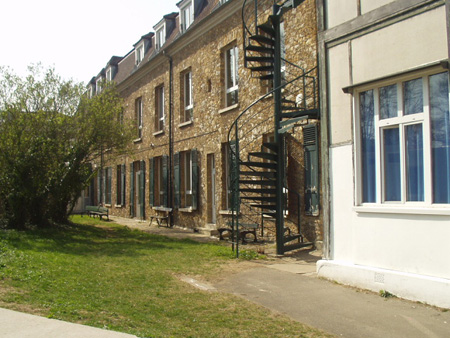
Vue arrière des bâtiments, situés en face des algécos
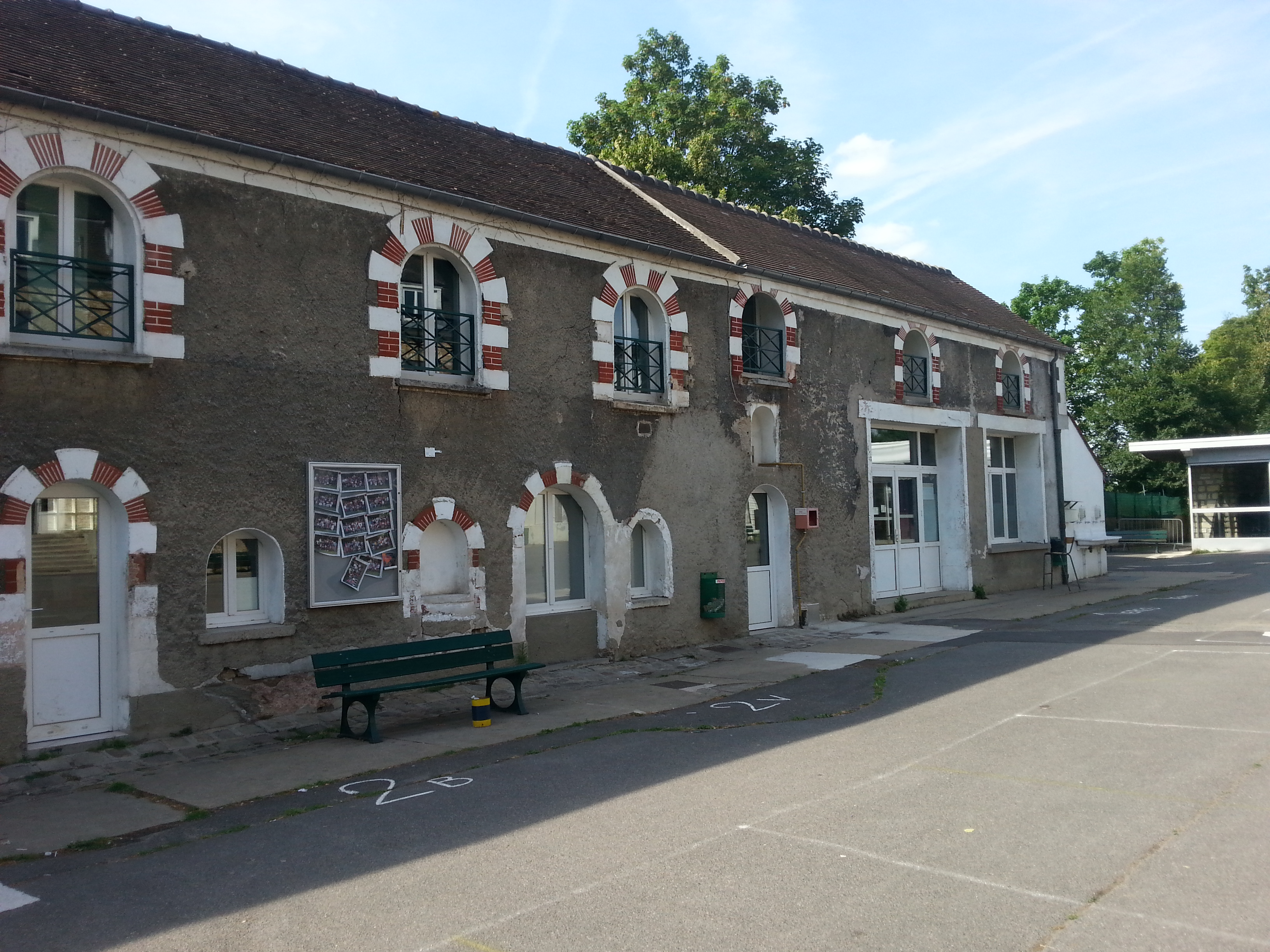
Vue ouest des bâtiments
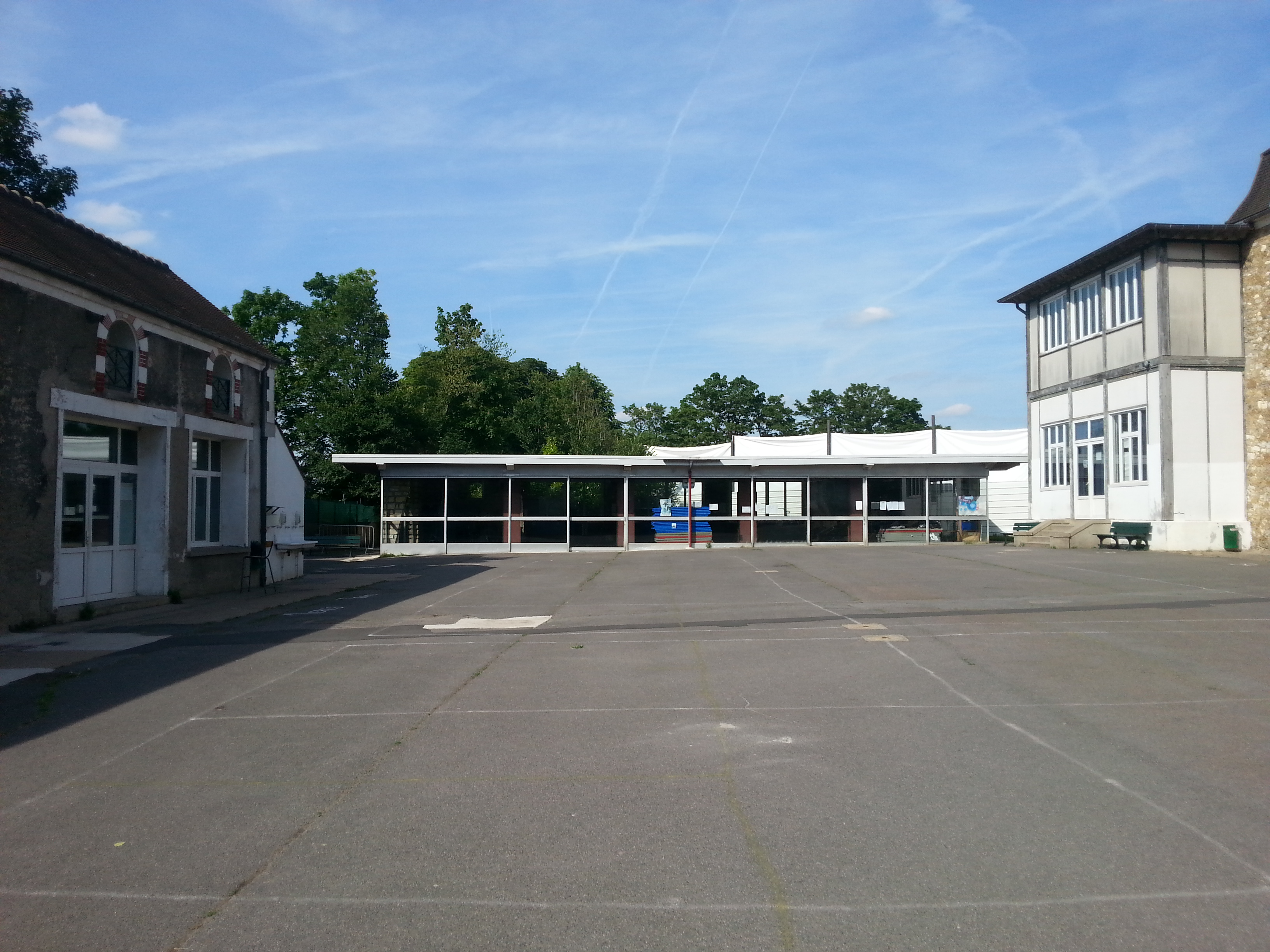
Vue intérieur cour
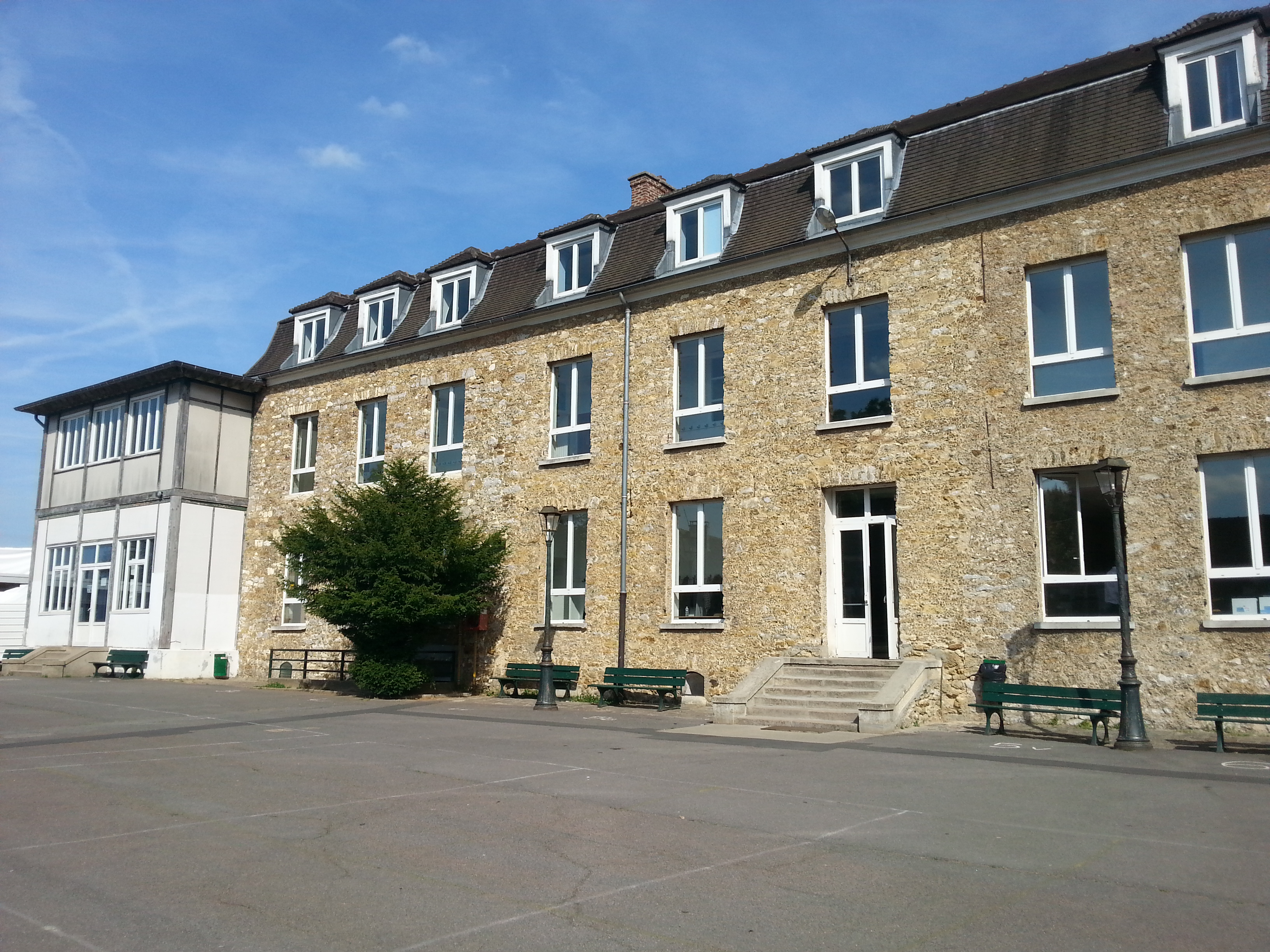
Vue est des bâtiments
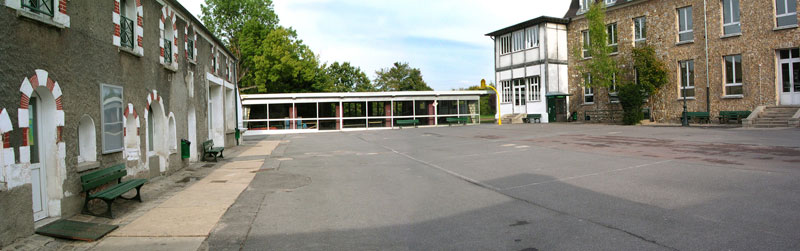
Vue générale
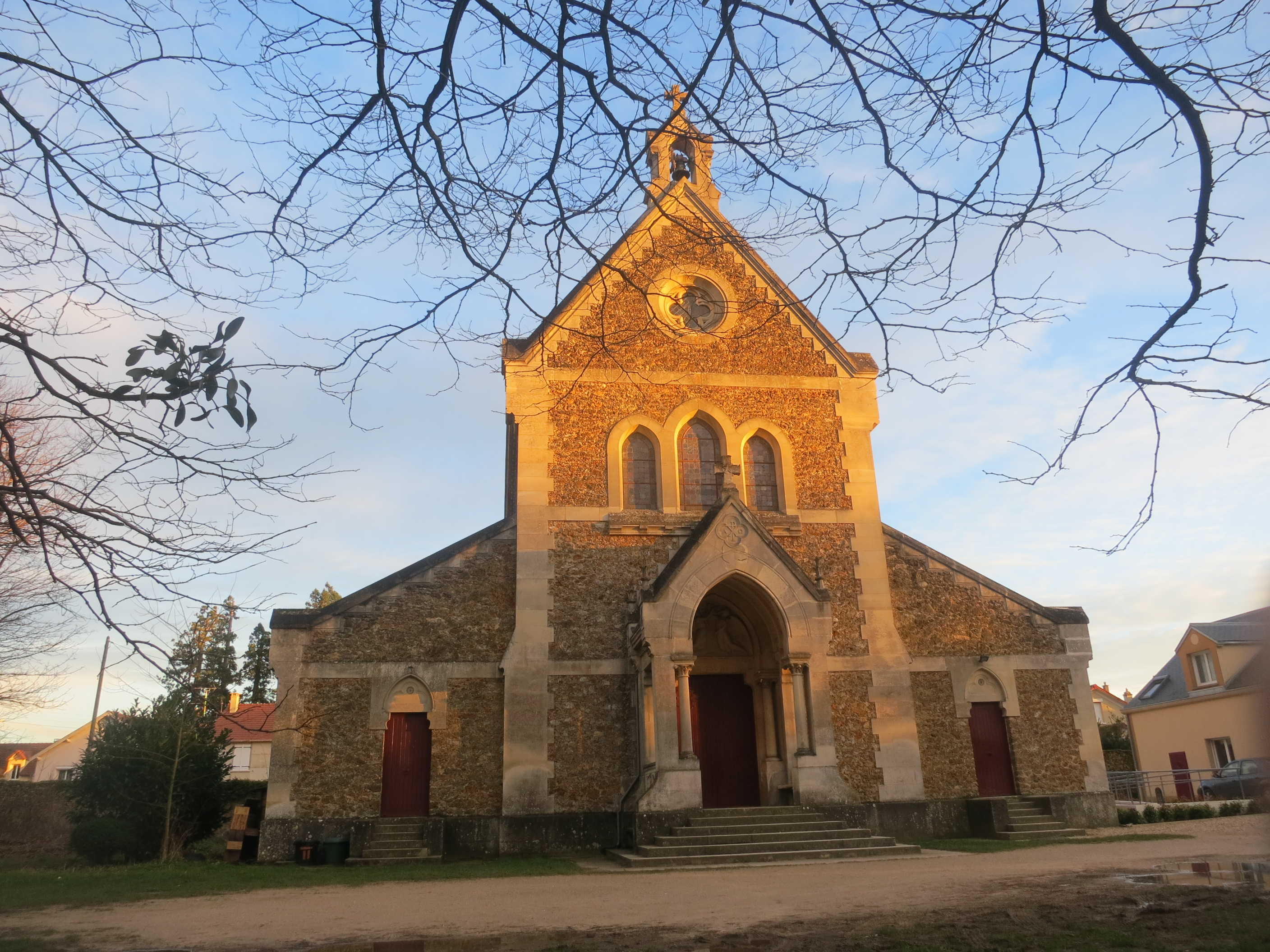
Temple protestant situé derrière l'établissement
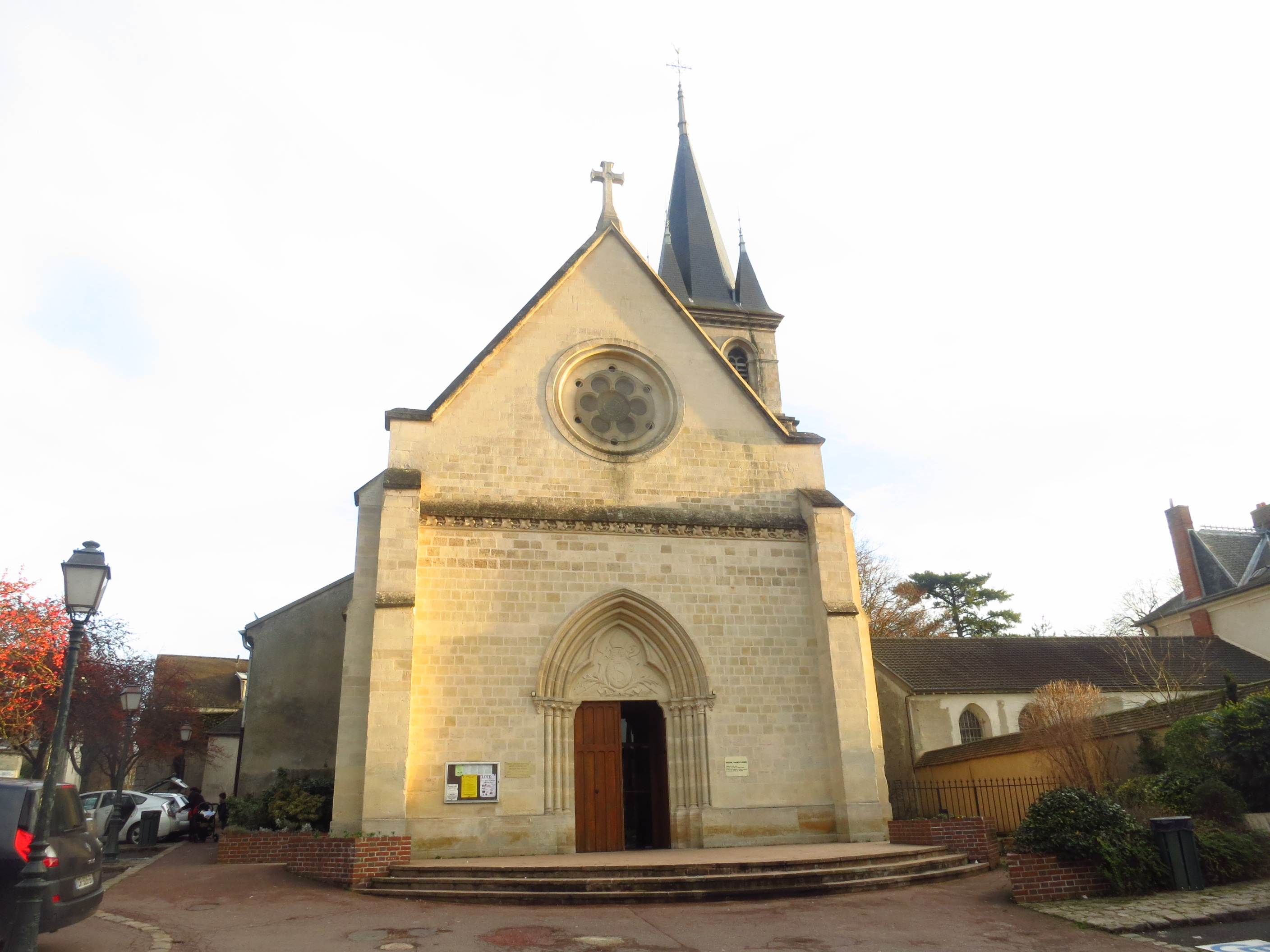
Église située devant la porte d'entrée de l'école